# Bofferding
Bofferding is een Luxemburgs blond lagerbier. Het wordt gebrouwen door Brasserie Nationale te Bascharage, dat deel uitmaakt van de Brasserie Nationale du Luxembourg.
Ingrediënten zijn mout, hop, gist, water.

## Variëteiten
- Bofferding Pils
- Bofferding Hausbéier (pilsener)
- Bofferding Christmas (donker bier, alleen verkrijgbaar in kerstperiode)
- Bofferding Fréijoersbéier (ongefilterd bier, alleen verkrijgbaar in het voorjaar)